# Перетинчастокрилі
Перетинчастокри́лі (Hymenoptera) — один з найбільших рядів комах, що включає близько 30 000 видів пильщиків, ос, бджіл та мурашок. Назва походить від перетинчастих крил цих комах. Самиці цих комах зазвичай мають особливі органи для відкладання яєць у тіло хазяїна або інші доступні місця. Ці органи часто модифіковані та перетворені на жало. Молоді комахи проходять через повний метаморфоз, тобто до досягнення зрілості проходять червоподібну стадію личинки та неактивну стадію лялечки. Серед тих, хто успішно вивчав паразитичних перетинчастокрилих — ентомологи О. О. Оглоблін та М. В. Курдюмов. 77 видів перетинчастокрилих занесено до Червоної книги України.

## Опис
До ряду Перетинчастокрилих належать комахи середнього та дрібного розміру. Найбільший представник ряду — Сколія головчаста (Scolia capitata) — сягає 6 см завдовжки, а найменший — Alaptus magnanimus — лише 0,21 мм завдовжки.
В імаго (дорослих особин) перетинчастокрилих є дві пари прозорих крил. На перший погляд здається, що в цих комах є тільки одна пара крил, тому що задній край передніх крил скріплюється зачіпками з переднім краєм задніх крил та утворює єдину літальну площину. Оскільки задні крила завжди коротші за передні, то при ретельному огляді можна помітити на зовнішньому краї цієї літальної площини виїмку;— місце, де сходяться переднє та заднє крила. У робочих мурашок, самиць деяких ос та їздців крила відсутні. У деяких перетинчастокрилих (бджіл, ос, мурашок) яйцеклад перетворений на жало. Тому бджіл та ос називають жалоносними комахами. В мурашок жало занадто коротке.

## Відтворення
У всіх перетинчастокрилих, окрім пильщиків та рогохвостів, личинки безногі, але з головою. За характером харчування та середовищем перебування личинки дуже різноманітні. Серед них є рослиноїдні; паразитні, що розвиваються в яйцях, личинках та лялечках інших комах; личинок деяких видів вигодовують дорослі. Більшість дорослих перетинчастокрилих рослиноїдні, харчуються нектаром, ягодами, плодами, деякі види споживають тваринну їжу. Деякі перетинчастокрилі живуть великими родинами, в яких є незначна кількість нормальних самиць та самців, основну масу складають безплідні самиці — так звані робочі особини.

## Класифікація
Перетинчастокрилі діляться на два підряди:
- Symphyta — сидячечеревні
- Apocrita — стебельчасточеревні

Перші, до яких належать рогохвости та пильщики, названі так, бо черевце в них тісно притиснуте до грудей. В інших черевце відділене від грудей «талією» — звуженням, іноді дуже довгим та тонким, що має вид стебла.